# Olite

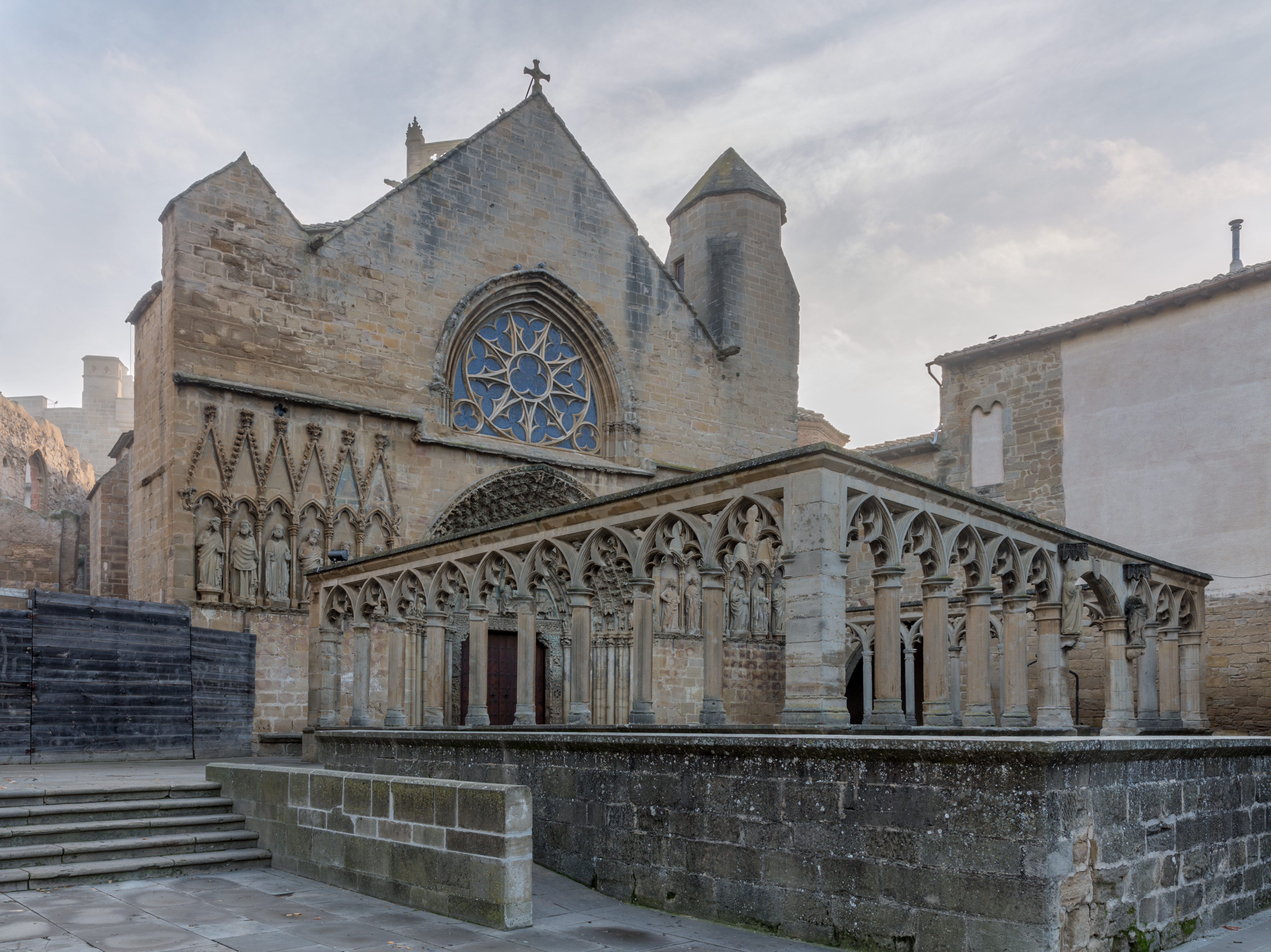
Pórtico da Igreja de Santa Maria, em Olite, Navarra

Olite (em basco: Erriberri) é um município da Espanha na província e comunidade autónoma de Navarra, de área 83,20 km² com população de 3435 habitantes (2006) e densidade populacional de 40,01 hab/km².
O seu conjunto urbano é uma mistura de casas senhoriais brasonadas, muralhas romanas, ruas atravessadas por arcos góticos, palácios renascentistas e barrocos e igrejas como a de Santa Maria, do século XIII. Durante a Idade Média, o castelo-fortaleza de Olite foi sede dos monarcas navarros: um conjunto formado pelo Palácio Velho, convertido em Parador Nacional de Turismo, e o Palácio Novo.

## Demografia
| Variação demográfica do município entre 1991 e 2004 | Variação demográfica do município entre 1991 e 2004 | Variação demográfica do município entre 1991 e 2004 | Variação demográfica do município entre 1991 e 2004 |
| --------------------------------------------------- | --------------------------------------------------- | --------------------------------------------------- | --------------------------------------------------- |
| 1991                                                | 1996                                                | 2001                                                | 2004                                                |
| 3042                                                | 3106                                                | 3213                                                | 3356                                                |

## Património
- Castelo-palácio de Olite, foi um dos palácios medievais mais luxuosos da Europa[4]